# Taworgha
Taworgha (berberă ⵜⴰⵡⴻⵔⵖⴰ, arabă تاورغاء) este un oraș în Libia.